# Wah Ching
Wah Ching (Ва Чин) — мощная и хорошо организованная азиато-американская преступная группировка и уличная банда, также известная как «Dub C».

## Возникновение группировки
Банда Wah Ching была создана в Сан-Франциско в начале 1960-х годов (хотя по утверждениям некоторых участников триады, она существует уже более 300 лет). В то время Wah Ching была единой очень большой бандой. Она контролировала большую часть преступности в азиатских сообществах в Сан-Франциско и Лос-Анджелесе.

## История группировки
Wah Ching впервые привлекла внимание средств массовой информации в 1977 году, когда в ресторане «Золотой Дракон» в Сан-Франциско произошло побоище с участием Wah Ching и другой китайской банды Чанг Йи Чинг. Причиной побоища было совершенное за несколько месяцев до этого нападение бандитов Wah Ching на участников Чанг Йи Чинг, в ходе которого один из них был убит и двое получили ранения.
В 1991 году Дэнни «Ах Пай» Вонг, руководитель Wah Ching, был убит киллером. В 1995 году в Лос-Анджелесе были проведены две полицейских спецоперации, в ходе которых была обнаружена подземная фабрика, где находились изготовленные Wah Ching поддельные продукты Microsoft общей стоимостью около 18 миллионов долларов. Также было обнаружено оружие и склад взрывчатых веществ TNT и C-4.

## Современность
Wah Ching состоит в основном из молодых мужчин. Участники группировки предпочитают повседневную и деловую одежду, чтобы затруднить возможность для властей отличить их от других граждан. Большинство участников Wah Ching не имеют никаких связей с триадой (являющейся номинальным центром группировки) и являются просто уличной бандой, участвующей в постоянных криминальных конфликтах.
Wah Ching конфликтует с другой азиатской бандой в Лос-Анджелесе — Asian Boyz (ABZ), к которой примыкает вьетнамская банда (VBZ). 
В настоящее время в банде наблюдаются признаки смешанной идеологии. Несмотря на то, что Wah Ching на китайском языке буквально означает «китайская молодежь», в Wah Ching состоят некоторые лица некитайского происхождения. В частности, в банду входит большое количества вьетнамцев. То же самое относится и к их соперниками — вьетнамским Boyz (VBZ), среди которых много китайцев.